# 安東村 (静岡県)
安東村（あんどうむら）は静岡県の中部、安倍郡に属していた村である。現在の静岡市葵区の駿府城址北側にあたる。

## 地理
- 山：賎機山

## 歴史
- 1889年（明治22年）4月1日 - 町村制の施行により、北安東村、大岩村が合併して安倍郡安東村が発足。
- 1889年（明治22年）7月 - 賤機尋常小学校を安東村立安東小学校に改称（現静岡市立安東小学校）
- 1929年（昭和4年）3月1日 - 静岡市に編入。同日安東村廃止。
- 2005年（平成17年）4月1日 - 静岡市が政令指定都市に移行し、旧村域は葵区となる。